# 1023 (numero)
Milleventitré (1023) è il numero naturale dopo il 1022 e prima del 1024.

## Proprietà matematiche
- È un numero dispari.
- È un numero composto da 8 divisori: 1, 3, 11, 31, 33, 93, 341, 1023. Poiché la somma dei suoi divisori (escluso il numero stesso) è 513 < 1023, è un numero difettivo.
- È un numero palindromo e un numero a cifra ripetuta nel sistema di numerazione binario.
- È il più piccolo numero a 4 cifre tutte diverse tra loro (nel sistema numerico decimale).
- È un numero sfenico.
- È un numero nontotiente in quanto dispari e diverso da 1.
- È un numero fortunato.
- È un numero malvagio.
- È un numero di Ulam.
- È un numero congruente.
- È un numero intero privo di quadrati.
- È parte delle terne pitagoriche (64, 1023, 1025), (1023, 1260, 1263), (1023, 1364, 1705), (1023, 1736, 2015), (1023, 4264, 4385), (1023, 5236, 5335), (1023, 5580, 5673), (1023, 15840, 15873), (1023, 16864, 16895), (1023, 47564, 47575), (1023, 58136, 58145), (1023, 174420, 174423), (1023, 523264, 523265).

## Astronomia
- 1023 Thomana è un asteroide della fascia principale del sistema solare.
- NGC 1023 è una galassia situata nella costellazione di Perseo

## Astronautica
- Cosmos 1023 è un satellite artificiale russo.